# Termaber
Termaber (aussi Tarma Ber ou Tarema Ber, anciennement Mafud Mezezo Mojana) est un des 105 woredas de la région Amhara, en Éthiopie.

## Situation
Le woreda se trouve au centre de l'Éthiopie au nord-est d'Addis Abeba dans la zone Semien Shewa de la région Amhara. Ses principales agglomérations sont Debre Sina sur l'A2 (en) et Mezezo.

## Population
D'après le recensement national de 2007 réalisé par l'Agence centrale de la statistique (Éthiopie), le woreda compte 84 481 habitants et 88 % de la population est rurale.
En 2020, la population est estimée — par projection des taux de 2007 — à 102 439 personnes.